# Margaretha Christina Åbergsson
Margaretha Christina Åbergsson, född Hallongren, död hösten 1810 i Schönberg nära Hamburg, Tyskland, var en svensk ballerina vid Kungliga Baletten. 
Hon var elev till Giovanna Bassi vid Operan i Stockholm och finns upptagen i rollistan vid operabaletten år 1790. Elev 1785, sekunddansös 1795, premiärdansös 1804-10 (med uppehåll under operans stängning 1806-09). 
Hon beskrevs som en "utmärkt danserska"  och som "en särdeles framstående konstnärinna i sitt fack. [...] Hennes drag voro visserligen ej regelbundna, men intagande genom den ungdomliga glädtighet, som besjälade dem."
Hon dansade i pantomimbaletten Det dubbla giftermålet av Jean-Rémy Marcadet mot Hedda Hjortsberg, Carl Dahlén, Joseph Saint-Fauraux Raimond och Carlo Caspare Simone Uttini säsongen 1790-91, i Enleveringen av Louis Deland mot honom, Hedda Hjortsberg, Uttini, Luigi Taglioni och Charles Jean Ambrosiani, och i Diana och Kärleken av Deland mot Johan Fredrik Björkstrand, Deland, Hedda Hjortsberg, Casagli och Hedvig Elisabeth, båda under säsongen 1800-01; hon dansade i Venus och Adonis av Deland mot H. Björkman, Casagli, Giovanni Battista Ambrosiani och Hedda Hjortsberg säsongen 1801-02. 1799 uppträdde hon vid baletten till "Panurge på Lanterne-ön", översatt av Valerius med musik av Grétry och baletter av Terrade, som hölls vid firandet av kronprinsens födelse. 
Hon dog av långvarigt "bröstlidande".
Gift 1793 med skådespelaren Gustav Åbergsson.